# John Gulland
John William Gulland (1864 - 26 janvier 1920) est un homme politique du Parti libéral britannique.

## Biographie

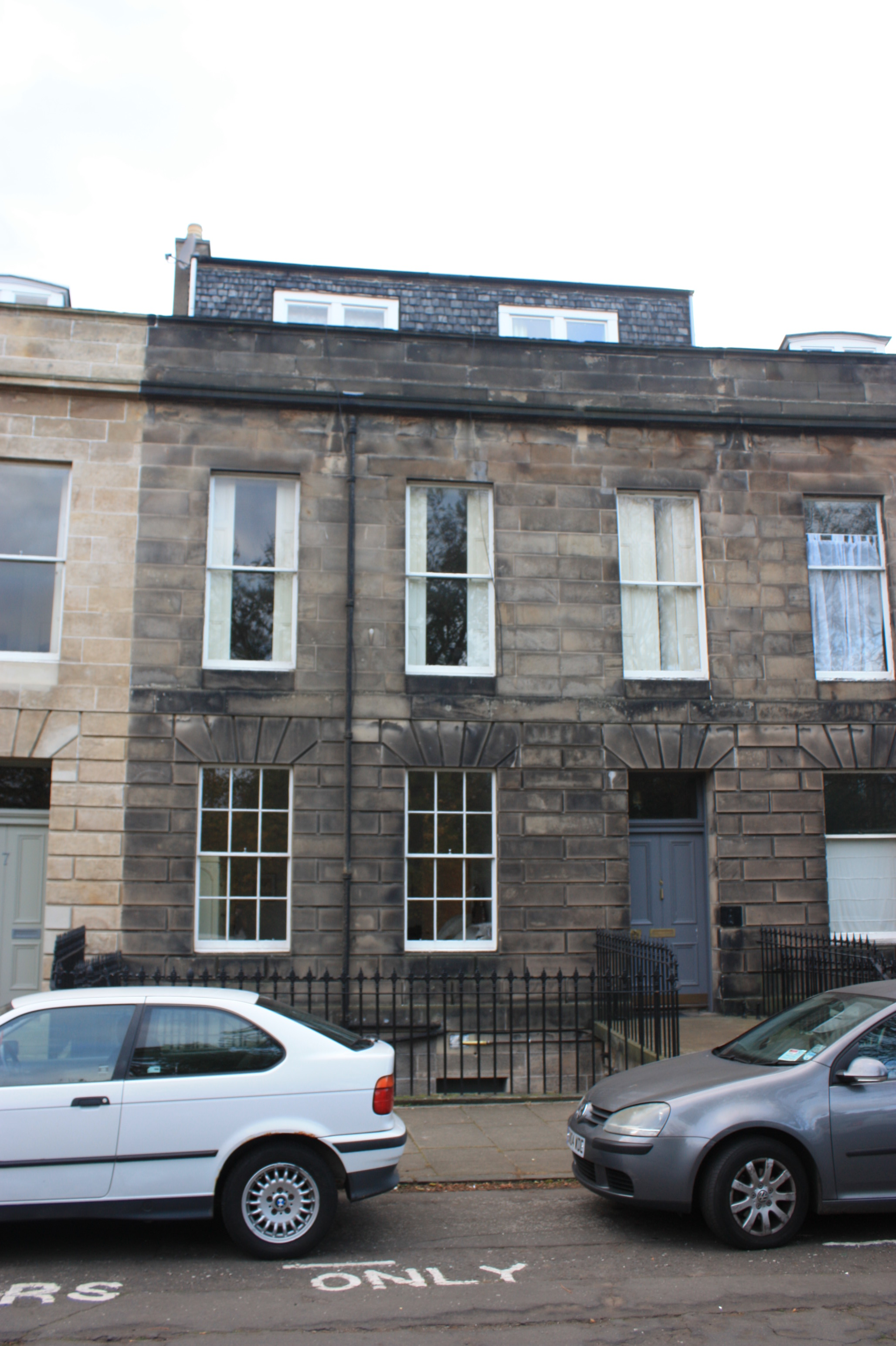
8 Claremont Crescent, Édimbourg

Gulland entre au Parlement en tant que député de Dumfries Burghs aux élections générales de 1906 . Il est Lords du Trésor junior de 1909 à 1915, date à laquelle il est promu secrétaire parlementaire du Trésor (whip en chef) à la mort inattendue de Percy Illingworth. Cependant, le gouvernement de coalition formé en mai l'oblige à partager le poste avec le conservateur Edmund FitzAlan-Howard (1er vicomte FitzAlan de Derwent) jusqu'à ce que les libéraux d'Asquith quittent le gouvernement en 1916. 
Il est nommé conseiller privé en 1917. Lorsque sa circonscription est supprimée en 1918, il se présente pour le Dumfriesshire, mais est battu par William Murray. 
Il vit au 8 Claremont Crescent, au nord-est d'Édimbourg . 
Il est décédé en 1920 et est enterré avec sa famille dans le coin sud-est du cimetière Grange à Édimbourg, face au chemin sud. Son neveu John Masson Gulland (en), tué dans l'accident ferroviaire de Goswick, est avec lui, tout comme sa femme, Edith Mary Allen. 